# Badminton nos Jogos Pan-Americanos
O badminton faz parte dos Jogos Pan-Americanos desde os Jogos de 1995 em Mar del Plata, Argentina . O Canadá dominou os eventos de badminton desde o seu início. Na edição mais recente dos jogos de 2019, em Lima, cinco nações conquistaram medalhas, com o Canadá levando para casa quatro dos cinco títulos.

## Edições
| Edição                       | Cidade-Sede    | País                 | Eventos (masculino / feminino / misto) | 1º no quadro de medalhas do atletismo |
| ---------------------------- | -------------- | -------------------- | -------------------------------------- | ------------------------------------- |
| Jogos Pan-Americanos de 1995 | Mar del Plata  | Argentina            | 2 / 2 / 1                              | Canadá                                |
| Jogos Pan-Americanos de 1999 | Winnipeg       | Canadá               | 2 / 2 / 1                              | Canadá                                |
| Jogos Pan-Americanos de 2003 | Santo Domingo  | República Dominicana | 2 / 2 / 1                              | Canadá                                |
| Jogos Pan-Americanos de 2007 | Rio de Janeiro | Brasil               | 2 / 2 / 1                              | Estados Unidos                        |
| Jogos Pan-Americanos de 2011 | Guadalajara    | México               | 2 / 2 / 1                              | Canadá                                |
| Jogos Pan-Americanos de 2015 | Toronto        | Canadá               | 2 / 2 / 1                              | Estados Unidos                        |
| Jogos Pan-Americanos de 2019 | Lima           | Peru                 | 2 / 2 / 1                              | Canadá                                |
| Jogos Pan-Americanos de 2023 | Santiago       | Chile                | 2 / 2 / 1                              | Canadá                                |

## Eventos
| Eventos          | Anos      | Anos   | Anos                 | Anos   | Anos   | Anos   | Anos | Anos  | Edições |
| ---------------- | --------- | ------ | -------------------- | ------ | ------ | ------ | ---- | ----- | ------- |
| Eventos          | Argentina | Canadá | República Dominicana | Brasil | Máxico | Canadá | Peru | Chile | Edições |
| Eventos          | 1995      | 1999   | 2003                 | 2007   | 2011   | 2015   | 2019 | 2023  | Edições |
| Masculino        |           |        |                      |        |        |        |      |       |         |
| Individual       | •         | •      | •                    | •      | •      | •      | •    | •     | 8       |
| Duplas           | •         | •      | •                    | •      | •      | •      | •    | •     | 8       |
| Feminino         |           |        |                      |        |        |        |      |       |         |
| Individual       | •         | •      | •                    | •      | •      | •      | •    | •     | 8       |
| Duplas           | •         | •      | •                    | •      | •      | •      | •    | •     | 8       |
| Misto            |           |        |                      |        |        |        |      |       |         |
| Duplas           | •         | •      | •                    | •      | •      | •      | •    | •     | 8       |
| Total de eventos | 5         | 5      | 5                    | 5      | 5      | 5      | 5    | 5     |         |

## Medalhistas

### Masculino
Individual
| Games               | Ouro                         | Prata                      | Bronze                        |
| ------------------- | ---------------------------- | -------------------------- | ----------------------------- |
| 1995 Mar del Plata  | Jaimie Dawson CAN Canadá     | Iain Sydie CAN Canadá      | Mario Carulla PER Peru        |
| 1995 Mar del Plata  | Jaimie Dawson CAN Canadá     | Iain Sydie CAN Canadá      | Kevin Han USA Estados Unidos  |
| 1999 Winnipeg       | Kevin Han USA Estados Unidos | Stuart Arthur CAN Canadá   | Mario Carulla PER Peru        |
| 1999 Winnipeg       | Kevin Han USA Estados Unidos | Stuart Arthur CAN Canadá   | Pedro Yang GUA Guatemala      |
| 2003 Santo Domingo  | Mike Beres CAN Canadá        | Andrew Dabeka CAN Canadá   | Kyle Hunter CAN Canadá        |
| 2003 Santo Domingo  | Mike Beres CAN Canadá        | Andrew Dabeka CAN Canadá   | Pedro Yang GUA Guatemala      |
| 2007 Rio de Janeiro | Mike Beres CAN Canadá        | Kevin Cordón GUA Guatemala | Eric Go USA Estados Unidos    |
| 2007 Rio de Janeiro | Mike Beres CAN Canadá        | Kevin Cordón GUA Guatemala | Rodrigo Pacheco PER Peru      |
| 2011 Guadalajara    | Kevin Cordón GUA Guatemala   | Osleni Guerrero CUB Cuba   | Daniel Paiola BRA Brasil      |
| 2011 Guadalajara    | Kevin Cordón GUA Guatemala   | Osleni Guerrero CUB Cuba   | Charles Pyne JAM Jamaica      |
| 2015 Toronto        | Kevin Cordón GUA Guatemala   | Andrew D'Souza CAN Canadá  | Osleni Guerrero CUB Cuba      |
| 2015 Toronto        | Kevin Cordón GUA Guatemala   | Andrew D'Souza CAN Canadá  | Howard Shu USA Estados Unidos |
| 2019 Lima           | Ygor Coelho BRA Brasil       | Brian Yang CAN Canadá      | Jason Ho-Shue CAN Canadá      |
| 2019 Lima           | Ygor Coelho BRA Brasil       | Brian Yang CAN Canadá      | Kevin Cordón GUA Guatemala    |

Duplas
| Evento              | Ouro                                                    | Prata                                                     | Bronze                                                     |
| ------------------- | ------------------------------------------------------- | --------------------------------------------------------- | ---------------------------------------------------------- |
| 1995 Mar del Plata  | Anil Kaul and Iain Sydie CAN Canadá                     | Kevin Han and Thomas Reidy USA Estados Unidos             | Paul Leyow and Roy Paul jr. JAM Jamaica                    |
| 1995 Mar del Plata  | Anil Kaul and Iain Sydie CAN Canadá                     | Kevin Han and Thomas Reidy USA Estados Unidos             | Jaimie Dawson and Darryl Yung CAN Canadá                   |
| 1999 Winnipeg       | Brent Olynyk and Iain Sydie CAN Canadá                  | Howard Bach and Mark Manha USA Estados Unidos             | Mike Beres and Bryan Moody CAN Canadá                      |
| 1999 Winnipeg       | Brent Olynyk and Iain Sydie CAN Canadá                  | Howard Bach and Mark Manha USA Estados Unidos             | Bernardo Monreal and Luis Lopezllera MEX México            |
| 2003 Santo Domingo  | Howard Bach and Kevin Han USA Estados Unidos            | Pedro Yang and Erick Anguiano GUA Guatemala               | Mike Beres and Kyle Hunter CAN Canadá                      |
| 2003 Santo Domingo  | Howard Bach and Kevin Han USA Estados Unidos            | Pedro Yang and Erick Anguiano GUA Guatemala               | Bradley Graham and Charles Pyne JAM Jamaica                |
| 2007 Rio de Janeiro | Mike Beres and William Milroy CAN Canadá                | Howard Bach and Khan Malaythong USA Estados Unidos        | Guilherme Kumasaka and Guilherme Pardo BRA Brasil          |
| 2007 Rio de Janeiro | Mike Beres and William Milroy CAN Canadá                | Howard Bach and Khan Malaythong USA Estados Unidos        | Erick Anguiano and Pedro Yang GUA Guatemala                |
| 2011 Guadalajara    | Howard Bach and Tony Gunawan USA Estados Unidos         | Halim Haryanto and Sattawat Pongnairat USA Estados Unidos | Andrés López and Lino Muñoz MEX México                     |
| 2011 Guadalajara    | Howard Bach and Tony Gunawan USA Estados Unidos         | Halim Haryanto and Sattawat Pongnairat USA Estados Unidos | Adrian Liu and Derrick Ng CAN Canadá                       |
| 2015 Toronto        | Phillip Chew and Sattawat Pongnairat USA Estados Unidos | Hugo Arthuso and Daniel Paiola BRA Brasil                 | Job Castillo and Lino Muñoz MEX México                     |
| 2015 Toronto        | Phillip Chew and Sattawat Pongnairat USA Estados Unidos | Hugo Arthuso and Daniel Paiola BRA Brasil                 | William Cabrera and Nelson Javier DOM República Dominicana |
| 2019 Lima           | Jason Ho-Shue and Nyl Yakura CAN Canadá                 | Phillip Chew and Ryan Chew USA Estados Unidos             | Osleni Guerrero and Leodannis Martínez CUB Cuba            |
| 2019 Lima           | Jason Ho-Shue and Nyl Yakura CAN Canadá                 | Phillip Chew and Ryan Chew USA Estados Unidos             | Fabricio Farias and Francielton Farias BRA Brasil          |

### Feminino
Individual
| Games               | Ouro                           | Prata                       | Bronze                              |
| ------------------- | ------------------------------ | --------------------------- | ----------------------------------- |
| 1995 Mar del Plata  | Denyse Julien CAN Canadá       | Si-An Deng CAN Canadá       | Beverly Tang TRI Trinidad e Tobago  |
| 1995 Mar del Plata  | Denyse Julien CAN Canadá       | Si-An Deng CAN Canadá       | Kathy Zimmermann USA Estados Unidos |
| 1999 Winnipeg       | Yeping Tang USA Estados Unidos | Charmaine Reid CAN Canadá   | Denyse Julien CAN Canadá            |
| 1999 Winnipeg       | Yeping Tang USA Estados Unidos | Charmaine Reid CAN Canadá   | Kara Solmundson CAN Canadá          |
| 2003 Santo Domingo  | Nigella Saunders JAM Jamaica   | Anna Rice CAN Canadá        | Lorena Blanco PER Peru              |
| 2003 Santo Domingo  | Nigella Saunders JAM Jamaica   | Anna Rice CAN Canadá        | Sandra Jimeno PER Peru              |
| 2007 Rio de Janeiro | Eva Lee USA Estados Unidos     | Charmaine Reid CAN Canadá   | Sarah MacMaster CAN Canadá          |
| 2007 Rio de Janeiro | Eva Lee USA Estados Unidos     | Charmaine Reid CAN Canadá   | Claudia Rivero PER Peru             |
| 2011 Guadalajara    | Michelle Li CAN Canadá         | Joycelyn Ko CAN Canadá      | Victoria Montero MEX México         |
| 2011 Guadalajara    | Michelle Li CAN Canadá         | Joycelyn Ko CAN Canadá      | Claudia Rivero PER Peru             |
| 2015 Toronto        | Michelle Li CAN Canadá         | Rachel Honderich CAN Canadá | Jamie Subandhi USA Estados Unidos   |
| 2015 Toronto        | Michelle Li CAN Canadá         | Rachel Honderich CAN Canadá | Iris Wang USA Estados Unidos        |
| 2019 Lima           | Michelle Li CAN Canadá         | Rachel Honderich CAN Canadá | Iris Wang USA Estados Unidos        |
| 2019 Lima           | Michelle Li CAN Canadá         | Rachel Honderich CAN Canadá | Nikté Sotomayor GUA Guatemala       |

Duplas
| Games               | Ouro                                                | Prata                                            | Bronze                                                     |
| ------------------- | --------------------------------------------------- | ------------------------------------------------ | ---------------------------------------------------------- |
| 1995 Mar del Plata  | Si-An Deng and Denyse Julien CAN Canadá             | Milaine Cloutier and Robbyn Hermitage CAN Canadá | Ann French and Kathy Zimmerman USA Estados Unidos          |
| 1995 Mar del Plata  | Si-An Deng and Denyse Julien CAN Canadá             | Milaine Cloutier and Robbyn Hermitage CAN Canadá | Linda French and Erika von Heiland USA Estados Unidos      |
| 1999 Winnipeg       | Robbyn Hermitage and Milaine Cloutier CAN Canadá    | Charmaine Reid and Denyse Julien CAN Canadá      | Adrienn Kocsis and Doriana Rivera PER Peru                 |
| 1999 Winnipeg       | Robbyn Hermitage and Milaine Cloutier CAN Canadá    | Charmaine Reid and Denyse Julien CAN Canadá      | Stefanie Westermann and Kathy Zimmerman USA Estados Unidos |
| 2003 Santo Domingo  | Charmaine Reid and Helen Nichol CAN Canadá          | Denyse Julien and Anna Rice CAN Canadá           | Lorena Blanco and Valeria Rivera PER Peru                  |
| 2003 Santo Domingo  | Charmaine Reid and Helen Nichol CAN Canadá          | Denyse Julien and Anna Rice CAN Canadá           | Doriana Rivera and Sandra Jimeno PER Peru                  |
| 2007 Rio de Janeiro | Eva Lee and Mesinee Mangkalakiri USA Estados Unidos | Fiona McKee and Charmaine Reid CAN Canadá        | Kuei Ya Chen and Jamie Subandhi USA Estados Unidos         |
| 2007 Rio de Janeiro | Eva Lee and Mesinee Mangkalakiri USA Estados Unidos | Fiona McKee and Charmaine Reid CAN Canadá        | Jie Ming Jin and Valeria Rivero PER Peru                   |
| 2011 Guadalajara    | Alexandra Bruce and Michelle Li CAN Canadá          | Iris Wang and Rena Wang USA Estados Unidos       | Grace Gao and Joycelyn Ko CAN Canadá                       |
| 2011 Guadalajara    | Alexandra Bruce and Michelle Li CAN Canadá          | Iris Wang and Rena Wang USA Estados Unidos       | Eva Lee and Paula Lynn Obañana USA Estados Unidos          |
| 2015 Toronto        | Eva Lee and Paula Lynn Obañana USA Estados Unidos   | Lohaynny Vicente and Luana Vicente BRA Brasil    | Michelle Li and Rachel Honderich CAN Canadá                |
| 2015 Toronto        | Eva Lee and Paula Lynn Obañana USA Estados Unidos   | Lohaynny Vicente and Luana Vicente BRA Brasil    | Alexandra Bruce and Phyllis Chan CAN Canadá                |
| 2019 Lima           | Rachel Honderich and Kristen Tsai CAN Canadá        | Keui-Ya Chen and Jamie Hsu USA Estados Unidos    | Tamires Santos and Fabiana Silva BRA Brasil                |
| 2019 Lima           | Rachel Honderich and Kristen Tsai CAN Canadá        | Keui-Ya Chen and Jamie Hsu USA Estados Unidos    | Jaqueline Lima and Sâmia Lima BRA Brasil                   |

### Misto
Duplas
| Evento              | Ouro                                               | Prata                                         | Bronze                                                      |
| ------------------- | -------------------------------------------------- | --------------------------------------------- | ----------------------------------------------------------- |
| 1995 Mar del Plata  | Darryl Yung and Denyse Julien CAN Canadá           | Anil Kaul and Si-An Deng CAN Canadá           | Mike Edstrom and Linda French USA Estados Unidos            |
| 1995 Mar del Plata  | Darryl Yung and Denyse Julien CAN Canadá           | Anil Kaul and Si-An Deng CAN Canadá           | Paul Leyow and Terry Leyow JAM Jamaica                      |
| 1999 Winnipeg       | Iain Sydie and Denyse Julien CAN Canadá            | Brent Olynyk and Robbyn Hermitage CAN Canadá  | Mario Carulla and Adrienn Kocsis PER Peru                   |
| 1999 Winnipeg       | Iain Sydie and Denyse Julien CAN Canadá            | Brent Olynyk and Robbyn Hermitage CAN Canadá  | Chris Hales and Yeping Tang USA Estados Unidos              |
| 2003 Santo Domingo  | Philippe Bourret and Denyse Julien CAN Canadá      | Mike Beres and Jody Patrick CAN Canadá        | Charles Pyne and Nigella Saunders JAM Jamaica               |
| 2003 Santo Domingo  | Philippe Bourret and Denyse Julien CAN Canadá      | Mike Beres and Jody Patrick CAN Canadá        | Raju Rai and Mesinee Mangkalakiri USA Estados Unidos        |
| 2007 Rio de Janeiro | Howard Bach and Eva Lee USA Estados Unidos         | Mike Beres and Valerie Loker CAN Canadá       | Khan Malaythong and Mesinee Mangkalakiri USA Estados Unidos |
| 2007 Rio de Janeiro | Howard Bach and Eva Lee USA Estados Unidos         | Mike Beres and Valerie Loker CAN Canadá       | Rodrigo Pacheco and Claudia Rivero PER Peru                 |
| 2011 Guadalajara    | Toby Ng and Grace Gao CAN Canadá                   | Halim Haryanto and Eva Lee USA Estados Unidos | Howard Bach and Paula Lynn Obañana USA Estados Unidos       |
| 2011 Guadalajara    | Toby Ng and Grace Gao CAN Canadá                   | Halim Haryanto and Eva Lee USA Estados Unidos | Rodrigo Pacheco and Claudia Rivero PER Peru                 |
| 2015 Toronto        | Phillip Chew and Jamie Subandhi USA Estados Unidos | Toby Ng and Alexandra Bruce CAN Canadá        | Mario Cuba and Katherine Winder PER Peru                    |
| 2015 Toronto        | Phillip Chew and Jamie Subandhi USA Estados Unidos | Toby Ng and Alexandra Bruce CAN Canadá        | Alex Yuwan Tjong and Lohaynny Vicente BRA Brasil            |
| 2019 Lima           | Joshua Hurlburt-Yu and Josephine Wu CAN Canadá     | Nyl Yakura and Kristen Tsai CAN Canadá        | Fabricio Farias and Jaqueline Lima BRA Brasil               |
| 2019 Lima           | Joshua Hurlburt-Yu and Josephine Wu CAN Canadá     | Nyl Yakura and Kristen Tsai CAN Canadá        | Howard Shu and Paula Lynn Obañana USA Estados Unidos        |

## Nações participantes
As seguintes nações participaram da competição de badminton. Os números da tabela indicam a quantidade de competidores enviados para os Jogos Pan-Americanos daquele ano. Um total de 24 CONs inscreveram competidores de badminton nas competições dos Jogos Pan-Americanos.
| Nation                    | 1995 | 1999 | 2003 | 2007 | 2011 | 2015 | 2019 | Years |
| ------------------------- | ---- | ---- | ---- | ---- | ---- | ---- | ---- | ----- |
| ARG Argentina             | 7    | 1    | 3    | 2    | 2    | 6    | 2    | 7     |
| BAR Barbados              | 2    | 3    | 4    | 3    | 2    | 2    | 4    | 7     |
| BOL Bolívia               |      |      |      |      |      |      | 1    | 1     |
| BRA Brasil                | 8    | 6    | 8    | 8    | 8    | 8    | 8    | 7     |
| CAN Canadá                | 8    | 11   | 9    | 8    | 8    | 6    | 8    | 7     |
| CHI Chile                 |      |      |      | 2    | 6    | 4    | 4    | 4     |
| COL Colômbia              |      |      |      |      |      |      | 1    | 1     |
| CRC Costa Rica            |      |      |      |      |      |      | 1    | 1     |
| CUB Cuba                  |      | 3    |      | 6    | 4    | 7    | 6    | 5     |
| DOM República Dominicana  |      |      | 8    |      | 4    | 4    | 6    | 4     |
| ECU Equador               |      |      |      | 2    | 2    | 2    | 2    | 4     |
| ESA El Salvador           |      |      |      |      |      | 2    | 2    | 2     |
| GUA Guatemala             | 4    | 2    | 6    | 8    | 8    | 8    | 7    | 7     |
| GUY Guiana                |      |      |      |      |      | 2    | 2    | 2     |
| JAM Jamaica               | 6    | 4    | 5    | 2    | 4    | 4    | 4    | 7     |
| MEX México                |      | 6    |      | 8    | 8    | 8    | 6    | 5     |
| AHO Antilhas Neerlandesas |      | 2    |      |      |      | —    | —    | 1     |
| PAN Panamá                |      |      |      |      |      |      | 2    | 1     |
| PER Peru                  | 9    | 8    | 9    | 8    | 8    | 8    | 8    | 7     |
| PUR Porto Rico            |      |      |      |      | 2    |      |      | 1     |
| SUR Suriname              | 2    | 3    | 4    | 2    | 6    | 2    | 2    | 7     |
| TTO Trinidad e Tobago     | 2    | 3    | 9    | 6    |      | 1    | 1    | 6     |
| USA Estados Unidos        | 8    | 10   | 9    | 8    | 8    | 8    | 8    | 7     |
| VEN Venezuela             |      |      |      |      | 8    | 2    | 2    | 3     |
| Nations                   | 10   | 13   | 11   | 14   | 16   | 18   | 22   | 24    |
| Athletes                  | 56   | 62   | 73   | 73   | 88   | 84   | 88   |       |
| Year                      | 1995 | 1999 | 2003 | 2007 | 2011 | 2015 | 2019 | 7     |

## Quadro de Medalhas 1995–2023
| Ordem | País                            | Medalha de ouro | Medalha de prata | Medalha de bronze | Total |
| ----- | ------------------------------- | --------------- | ---------------- | ----------------- | ----- |
| 1     | Canadá                          | 24              | 22               | 15                | 61    |
| 2     | Estados Unidos                  | 12              | 11               | 17                | 40    |
| 3     | Guatemala                       | 2               | 2                | 5                 | 9     |
| 4     | Brasil                          | 1               | 3                | 9                 | 13    |
| 5     | Jamaica                         | 1               | 0                | 5                 | 6     |
| 6     | Cuba                            | 0               | 1                | 6                 | 7     |
| 7     | Peru                            | 0               | 0                | 16                | 16    |
| 8     | México                          | 0               | 0                | 7                 | 7     |
| 8     | El Salvador                     | 0               | 0                | 1                 | 1     |
|       | Equipe de Atletas Independentes | 0               | 0                | 1                 | 1     |
|       | República Dominicana            | 0               | 0                | 1                 | 1     |